# 86th Street (stacja metra na Fourth Avenue Line)
86th Street – stacja metra nowojorskiego, na linii R. Znajduje się w dzielnicy Brooklyn, w Nowym Jorku. Jest zlokalizowana pomiędzy stacją 77th Street a Bay Ridge – 95th Street. Została otwarta 14 kwietnia 1916.